# براندون هيوز
براندون هيوز (بالإنجليزية: Brandon Hughes)‏ هو لاعب كرة قدم أمريكية أمريكي، ولد في 23 مايو 1986 في بلومنجتون في الولايات المتحدة.

## وصلات خارجية
- براندون هيوز على موقع مرجع كرة القدم المحترفة.كوم (الإنجليزية)
- براندون هيوز على موقع كلية كرة القدم في سبورتس رفرنس.كوم (الإنجليزية)